# バレンシア (小惑星)
バレンシア (5941 Valencia) は小惑星帯に位置する小惑星。クリミア天体物理天文台でソビエト連邦の天文学者リュドミーラ・G・カラチキナ (Людмила Георгиевна Карачкина) が発見した。
スペインの都市、バレンシアから命名された。